# Célia Metrass
Célia Maria da Silva Gutierrez Metrass (Lisboa, 1950) é uma ativista feminista portuguesa, co-fundadora do Movimento de Libertação das Mulheres (MLM), o primeiro movimento de mulheres em Portugal pós-25 de Abril.
Foi co-autora do livro Aborto, direito ao nosso corpo, em 1975.

## Percurso
Ainda na década de 60, Célia fez parte do segundo grupo de alunos a estudar no Curso Superior de Relações Públicas e Publicidade, no Instituto Superior das Novas Profissões (INP). Completou mais tarde a sua formação académica com uma Pós graduação em Teoria da Comunicação, pela Universidade Complutense de Madrid. 
Em 1969 ela iniciou sua carreira profissional na área das Relações Públicas em 1969 na PROFABRIL. A partir dos finais da década de 70, Célia trabalhou no sector das telecomunicações e participou, desde muito cedo, e de forma ativa, nos movimentos feministas.
Ela escreveu o primeiro — e por mais de uma década o único — livro acadêmico sobre aborto em Portugal, Aborto, direito ao nosso corpo, publicado em 1975 com uma das fundadoras do Movimento de Libertação das Mulheres, Maria Teresa Horta, e com Helena de Sá Medeiros. Na mesma época viajou pelo país a fazer muitas entrevistas, a falar com mulheres sobre casos de violência doméstica.
Em 13 de Janeiro de 1975, ela também foi uma das mulheres que participou da primeira manifestação feminista em Portugal e, em 2010, participou da manifestação do Parque Eduardo VII em Lisboa para relembrar essa primeira manifestação pelos direitos da mulheres.
É mãe da atriz Joana Metrass.

## Obra
- Aborto: direito ao nosso corpo, Editorial Futura, 1975[9]